# آسيا رمضان عنتر
آسيا رمضان عنتر، وتعرف أيضًا باسم فيان عنتر، هي مناضلة في وحدات حماية المرأة الكردية (YPJ)؛ عرفت في وسائل الإعلام الدولية كرمزٍ للنضال النسوي في صراع روجافا وفي محاربة داعش.
في عام 2014، انضمت آسيا عنتر إلى وحدات حماية المرأة بهدف محاربة تنظيم الدولة الإسلامية. بعد انتشار صور لها عبر الإنترنت، أطلق عليها الإعلام العالمي لقب "أنجلينا جولي الكردية" لشبهها بالممثلة.   وصف مقاتلون ونشطاء أكراد آخرون هذه المقارنات بأنها متحيزة جنسانية وموضوعية. 

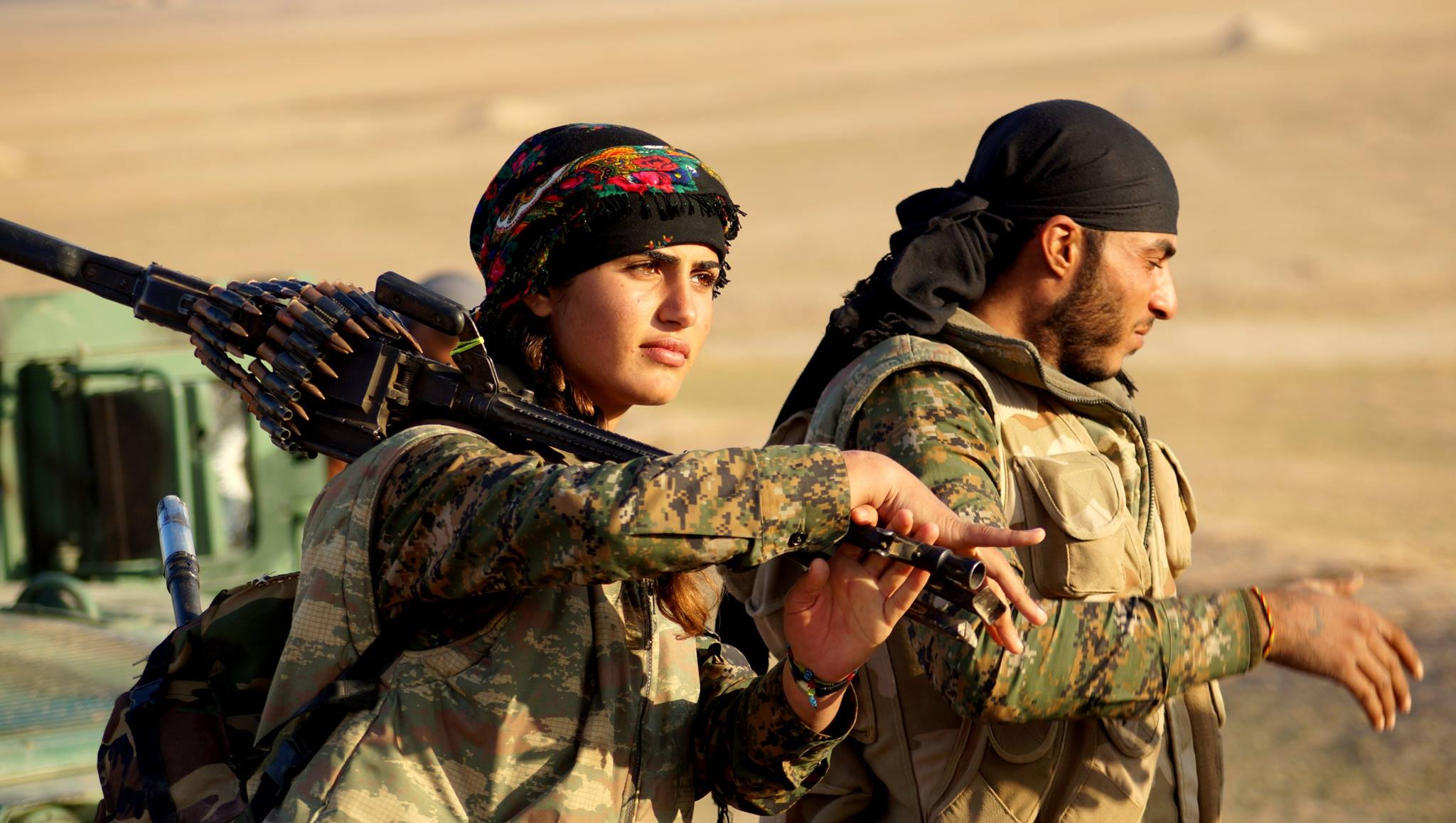
عنتر في نوفمبر 2015

## نشأتها
ولدت آسيا عنتر لعائلة كردية، وتزوجت في سن مبكرة جدًا من خلال زواج رتبته عائلتها. بعد ثلاثة أشهر، طُلّقت فانضمت إلى صفوف وحدات حماية المرأة (YPJ) للنضال من أجل تحرير المرأة من سلطوية الأباء في المنطقة. 

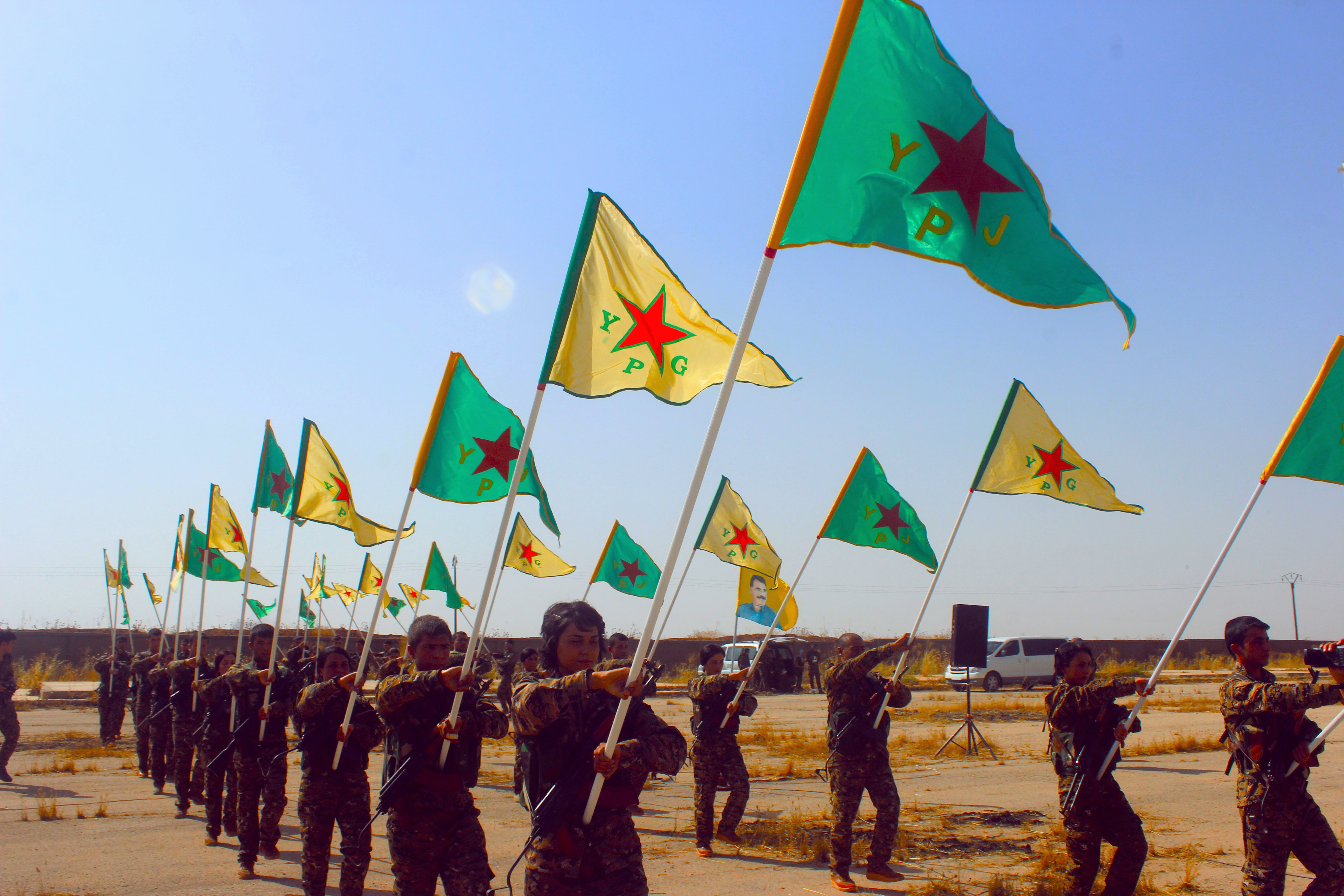
مقاتلو وحدات حماية الشعب وحدات حماية المرأة، 2016

## علو شأنها في الإعلام
اكتسبت عنتر اهتمامًا دوليًا في عام 2015 عندما التقط مصور صحفي لها صورًا ووصفها بـ "أنجلينا جولي الكردية". أعادت العديد من المواقع الإعلامية تداول الصور وحولتها إلى أخبار وقارنتها أيضًا بالممثلة الإسبانية بينيلوبي كروز.
بعد وفاتها، أعلنت عناوين الأخبار أن "أنجلينا جولي الكردية ماتت"   مؤكدةً التشابه الجسدي بين الاثنتين بقدر مشاركتها في القتال ضد داعش. وأدان ذلك مؤيدو القضية الكردية بمن فيهم مقاتلون آخرون.  

### ردود الفعل والاتهامات بالتمييز على أساس الجنس
اعتبر العديد من النشطاء الأكراد أن معاملة وسائل الإعلام لها كشخص مهينة، لا سيما بالنظر إلى ميول عنتر النسوية. رفض الناشط والمقاتل الكردي شومان كنعاني معاملة وسائل الإعلام الغربية لآسيا عنتر، حيث أفاد لبي بي سي إن "فلسفة وحدات حماية المرأة بأكملها هي محاربة التمييز الجنسي ومنع استخدام النساء كأداة جنسية".

## وفاتها
في 30 آب/أغسطس 2016، قاد ثلاثة انتحاريين من تنظيم الدولة الإسلامية سيارات مفخخة باتجاه الجبهة الكردية، ما تسبب بمقتل آسيا ومقاتلين آخرين.  أعلن عن وفاتها على فيسبوك في 31 أغسطس/آب، حيث جاء في الإعلان إنها "استشهدت في معركة ضد داعش".

## أنظر أيضاً
- الإدارة الذاتية لشمال وشرق سوريا